# Claus Henning von Köller
Claus Henning von Köller, auch Claus von Köller-Hoff (* 23. Juli 1874 in Reckow, Kreis Cammin; † 5. Mai 1937 in Berlin-Charlottenburg) war ein deutscher Verwaltungsjurist, Landrat und Rittergutsbesitzer.

## Leben
Claus Henning von Köller stammte aus der pommerschen adligen Familie von Köller und war der Sohn des Gutsbesitzers Bogislav von Köller und der Gustava von Eisendecher (1842–1914). Er ist ein Neffe von Ernst von Köller und Georg von Köller.
Nach dem Abitur am Gymnasium in Treptow an der Rega studierte er an der Universität Lausanne, der Ruprecht-Karls-Universität Heidelberg, der Hessischen Ludwigs-Universität und der  Friedrichs-Universität Halle Rechtswissenschaften. 1894 wurde er Mitglied des Corps Saxo-Borussia Heidelberg. Noch im selben Jahr schloss er sich auch dem Corps Starkenburgia an. Nach dem Ersten Staatsexamen war er als Gerichtsreferendar in Schkeuditz und Halberstadt und als Regierungsreferendar in Schleswig, Wandsbek und Wiesbaden beschäftigt. Nach bestandenem Zweiten Staatsexamen war er von 1904 bis 1908 als Regierungsassessor beim Landratsamt Saarlouis und bei der Regierung in Posen tätig. 1908 wurde er Landrat des Kreises Obornik in Posen. Nach dem Verlust des Kreises Obornik im Jahre 1919 arbeitete er kurzzeitig als Referent beim Preußischen Staatskommissar für Volksernährung, verließ dann aber im März 1920 den Staatsdienst.
Nach seinem Ausscheiden aus dem Staatsdienst widmete er sich seinen Rittergütern in Hoff und Ninikow in der Provinz Pommern. Hoff umfasste 552 ha, davon waren nur 3 ha Wald. Ninikow war ein kleiner Besitz mit 158 ha und wurde durch einen Verwalter geleitet.
Als Rittergutsbesitzer war er mehreren landwirtschaftlichen Verbänden tätig. Er war Direktor des Verbandes Pommerscher Landwirtschaftlicher Genossenschaften in Stettin und des Molkerei-Verbandes der Provinz Pommern, Vorsitzender des Vorstandes der Pommerschen Landesgenossenschaftskasse in Stettin, Vorsitzender des Aufsichtsrates des Verkaufsverbandes Norddeutscher Molkereien und der Vereinigte Pommersche Meiereien AG in Berlin, Mitglied des Aufsichtsrates und der Generalversammlung der Deutschen Rentenbank sowie Mitglied der Anstaltsversammlung der Deutschen Rentenbank-Kreditanstalt und der Pommerschen Landwirtschaftskammer.
Der Provinziallandtag der Provinz Pommern wählte Köller für den Zeitraum von Februar 1926 bis Januar 1930 als Mitglied in den Preußischen Staatsrat, wo er der Fraktion der Preußischen Arbeitsgemeinschaft im Staatsrat angehörte. Köller gehörte nicht selber dem Provinziallandtag an.
1908 trat er dem Johanniterorden bei und wurde 1924 Rechtsritter; er war Mitglied der Pommerschen Provinzialgenossenschaft. Er war Hauptmann a. D. der Landwehr.
1903 heiratete Claus von Köller in Schwerin Josefa von Bülow-Wolfskuhl (1877–1944). Das Ehepaar hatte eine Tochter und einen Sohn. Die Tochter Hella war mit dem General Franz-Eccard von Bentivegni verheiratet. Der Sohn Bogislav wurde Erbe auf dem Rittergut Hoff, seit 1873 im Eigentum der Familie. Dr. Bogislav von Köller übernahm von seinem Vater den 452 ha großen Besitz mit einer intensiven Schafsviehwirtschaft. Die Familie bewirtschaftete das Gut direkt.